# Ermita de Sant Mateu del Bosc
L'ermita de Sant Mateu del Bosc pertany al municipi de Premià de Dalt, a la comarca del Maresme. Corona el punt més alt de la serra de Sant Mateu. La capella és situada a uns 500 m del mas de Can Riera i, a tocar, hi ha la casa on visqueren els ermitans als segles xvi i xvii, i després una família de guardians. Està dins els límits del Parc de la Serralada Litoral protegida com a bé cultural d'interès local.

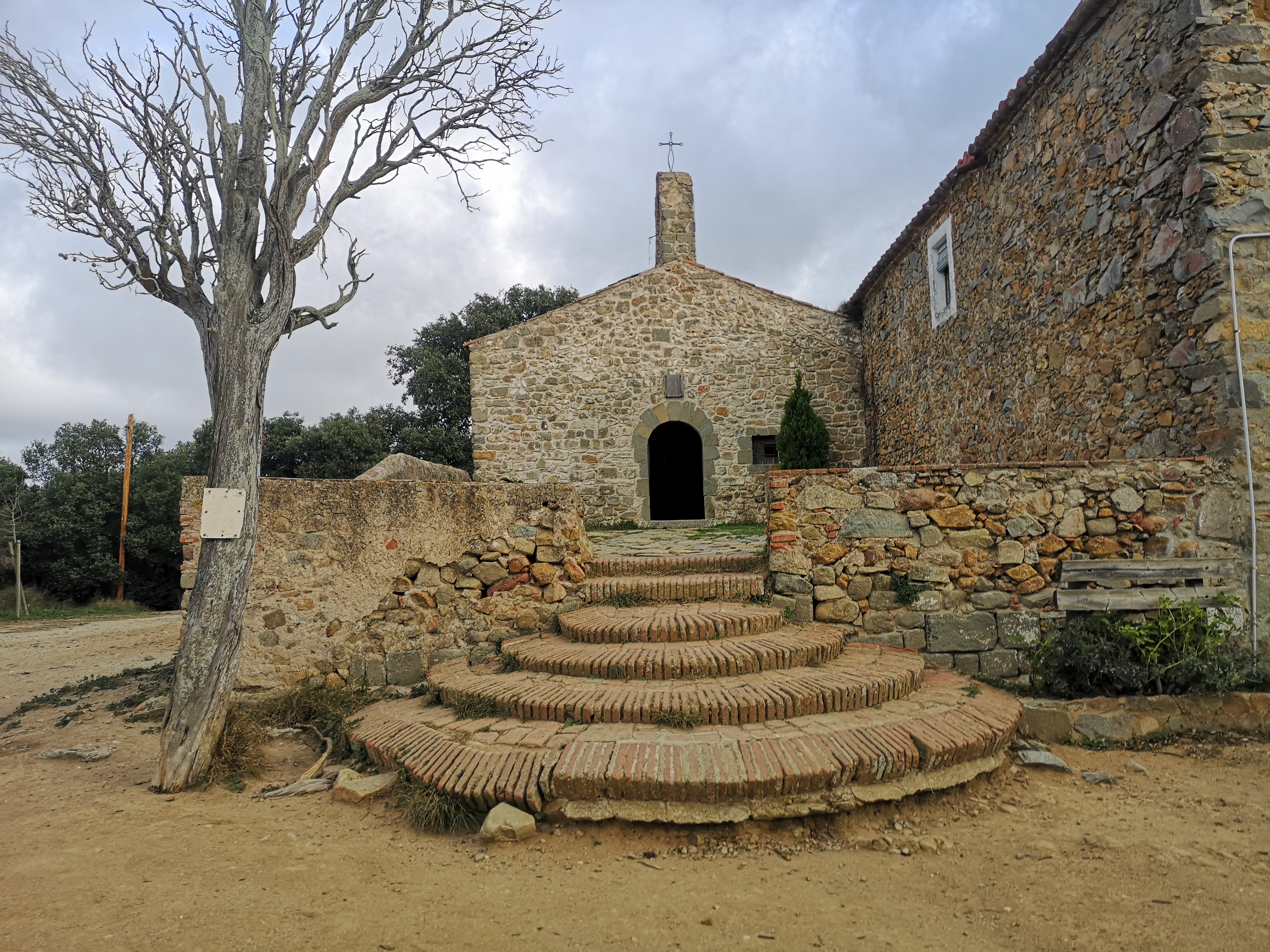
Ermita de Sant Mateu

## Història
La capella i la serra són citats per primera vegada en documents dels anys 993, en l'empenyorament de terres de Borrell al bisbe Vives i del 1075. Al llarg dels segles XI i xii la capella surt esmentada en afrontacions de vendes de terra. L'any 1401 se l'anomena Sant Mateu del Bosc i, en una visita pastoral del 1498 hi ha constància que es trobava en ruïnes i se'n demanava la reconstrucció. La nau va quedar escurçada a la meitat de la longitud original. En la visita de l'any 1508 consta que el terreny pertanyia al domini del priorat de Sant Miquel del Fai amb el nom de Sant Mateu del Bosc. Poc després es devia restaurar doncs consta amb culte en la resta de les visites pastorals dels segles xvi i xvii. Al segle xvi s'hi van afegir uns annexos destinats als ermitans. L'any 1949 es van fer obres de restauració pels seus propietaris.

## Arquitectura

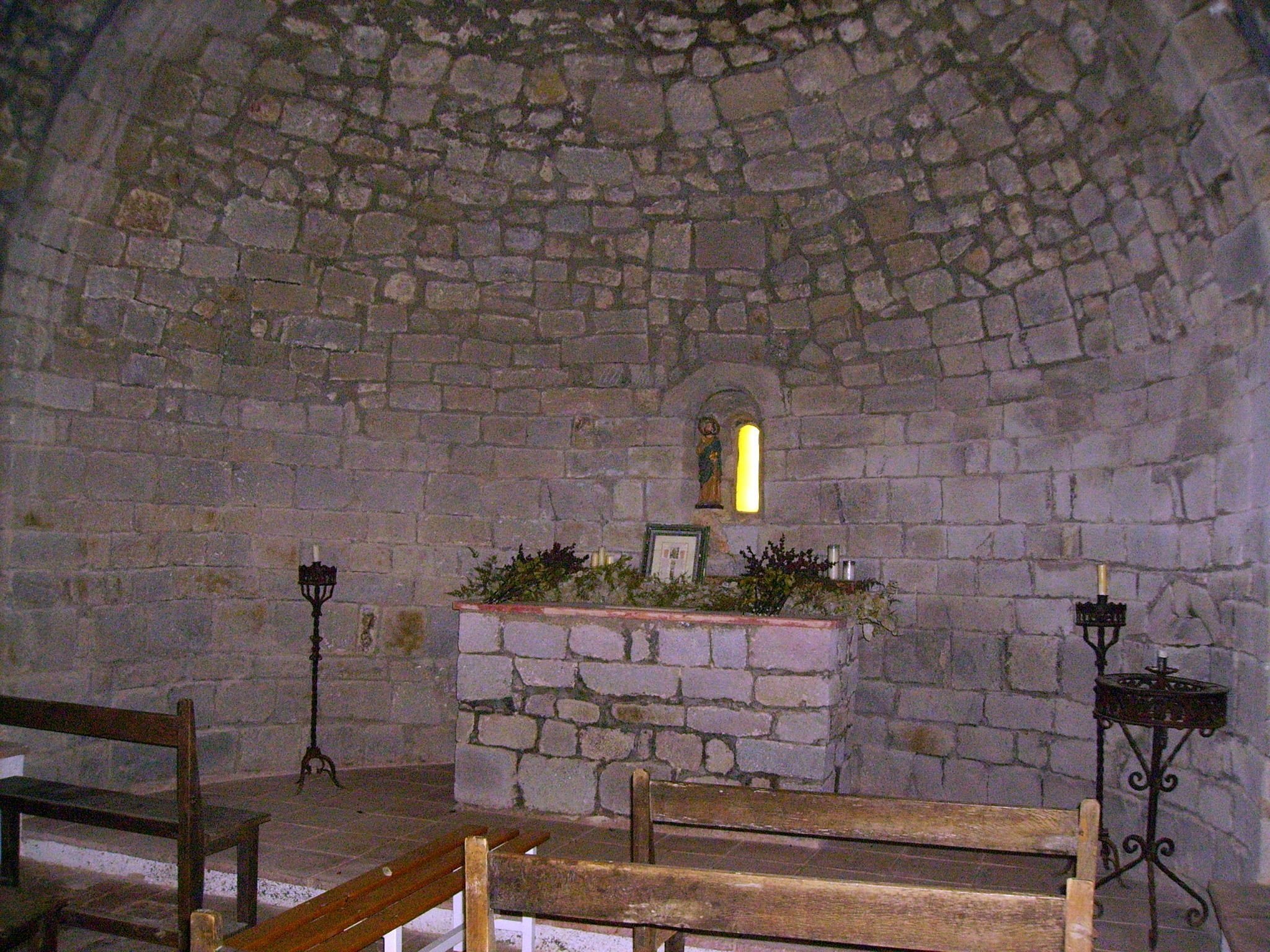
Interior de l'ermita de Sant Mateu (2011) Absis

Edifici d'una sola nau amb absis que no es diferencia per cap ressalt en la seva part exterior. L'absis és de planta semicircular amb una finestra central de doble esqueixada i arc de mig punt. Planta rectangular de 6,50 X 5,25 m, molt curta respecte a l'absis cosa que fa pensar que es devia refer amb la pedra antiga a partir del 1498 i amb una llargada més curta. La nau és coberta amb volta de canó i l'absis amb volta de quart d'esfera, ambdues amb coberta de teula, a dues aigües, amb el carener perpendicular a la façana principal on s'alça un campanar d'espadanya d'un sol ull, de construcció tardana, i singular per la seva posició transversal a la façana. L'absis i els murs laterals són fets amb pedra tallada, de mida força gran ben posada en filades. A la part baixa del mur de tramuntana hi ha una base de carreus ben alineats i tallats a fil, datable amb cronologia del segle xii. A l'alçada de 2,5 m s'observa un fris que decora tot el perímetre i a partir del fris, un metre més de mur amb aparell diferent que ens mostraria un enrunament de la volta i reparació en el segle xvi.
La capella de Sant Mateu deu tenir el seu origen al segle x com la majoria d'ermites de la comarca. És probable que el culte es remuntés a l'època visigòtica i que aquesta església subsistís fins a la construcció de la capella actual al segle xii.